# Constance Fox Talbot
Constance Talbot (Markeaton, 30 gennaio 1811 – Londra, 9 settembre 1880) è stata una fotografa britannica, tra le pioniere della fotografia, attiva nel periodo della nascita e dello sviluppo dei primi processi fotografici, tra gli anni trenta e quaranta dell'Ottocento.

## Biografia
Constance Mundy nacque nel 1811 a Markeaton, nel Derbyshire. Era la figlia più giovane di Francis Mundy (1771-1837), membro del parlamento di quella contea dal 1822 al 1831, e di Sarah Leaper Mundy, nata Newton (1777?-1836).
Nel dicembre 1832 Constance sposò lo scienziato William Fox Talbot, uno dei protagonisti dello sviluppo della fotografia negli anni 1830 e 1840, e andò a vivere nella casa di questi a Lacock Abbey, un complesso di edifici sorti sui resti di un'ex abbazia del XIII e XIV secolo, a circa 85 miglia ad ovest di Londra.
Nel 1833, durante il viaggio di nozze in Italia sul lago di Como, William Fox Talbot, avendo constatato di non possedere particolari doti artistiche come disegnatore, cominciò a riflettere sulla possibilità di riprodurre un panorama senza l'aiuto della matita, imprimendo sulla carta in modo duraturo, sotto l'azione della luce, le immagini della natura.
Gli esperimenti che si susseguirono, dopo il rientro della coppia a Lacock Abbey, consistettero nel collocare sotto la luce solare fogli sottili di carta da disegno fotogenica sensibilizzata, usando macchine fotografiche in miniatura - chiamate da Constance, che faceva da assistente al marito, "trappole per topi" - distribuite nel parco per catturare le immagini di alberi e piante. Prima che Louis Daguerre esponesse al pubblico nel 1839 presso l'Académie des Sciences e l'Académie des Beaux Arts il suo processo fotografico per la produzione di immagini, William Fox Talbot presentò la sua "arte del disegno fotogenico" alla Royal Society tra gennaio e febbraio 1839. Tuttavia, fu solo nel 1940 che egli la perfezionò, arrivando a fissare le immagini come negativi su carta trattata chimicamente, e a farne riproduzioni multiple. Brevettato nel 1841, questo processo prese il nome di calotipo.
Constance avrebbe sempre seguito i lavori del marito e partecipato a questo processo fin dal suo primo avvio, nel 1839 e per questo in alcuni testi viene annoverata come la prima donna fotografa. La testimonianza della sua capacità di realizzare autonomamente il processo fotografico sarebbe contenuta in una lettera che inviò al marito nel 1843, nella quale lo informava di aver prodotto la fotografia delle prime quattro righe di The Last rose of summer del poeta irlandese Thomas Moore. Sempre dalla sua corrispondenza con il coniuge si apprende che avrebbe usato una macchina fotografica già nel maggio 1839.
L'attribuzione di prima donna fotografa risulterebbe tuttavia contendibile con altre sperimentatrici dello stesso periodo, appartenenti alla cerchia di amici e parenti di William Fox Talbot: la sorellastra, Caroline Augusta Edgecumbe (1808-1881), che dal contenuto di una lettera della cugina Theresa Digby scritta l'8 aprile 1839 allo scopritore del calotipo, risulterebbe aver mostrato alla regina Vittoria "un tentativo di disegno fotogenico", non documentato altrove; la cugina, Mary Thereza Talbot (1795-1861), che, da una lettera inviatale dallo stesso Talbot, sarebbe stata impegnata, sempre in quell'anno, nell'uso della macchina fotografica.
Accanto a queste indirette testimonianze, le ricerche e la documentazione acquisita nel 2015 da Larry Schaaf su un fotogramma del 1839 della Quillan Collection di Jill Quashaa in vendita ad un'asta da Sotheby's a New York, avrebbero indicato come prima donna fotografa l'artista di Bristol Sarah Anne Bright, autrice della foto denominata The Quillan Leaf. Lo stesso Schaaf avrebbe affermato che il contributo fotografico di Constance sarebbe stato minimo, e che "definirla una fotografa sarebbe un'esagerazione".
Per quanto attiene la prima donna fotografa professionista al mondo, anche se non ci sono conferme, una fonte canadese, seppure con cautela, afferma che fin dal 1841 Madame Gelot-Sandoz avrebbe esercitato la professione con il dagherrotipo.
Constance Talbot morì nel settembre 1880. I suoi acquerelli e disegni, conservati nell'abitazione di Lacock Abbey, la casa di Fox Talbot, nel 2009 sono stati digitalizzati dal National Trust, insieme a parte della corrispondenza della famiglia Talbot.